# Bomber One
Bomber (eigentlich Helge Steinmann, * 1969 in Hofheim am Taunus) ist ein deutscher Graffiti-Writing-Künstler, Designer, Street Artist und Illustrator.

## Leben und Werk

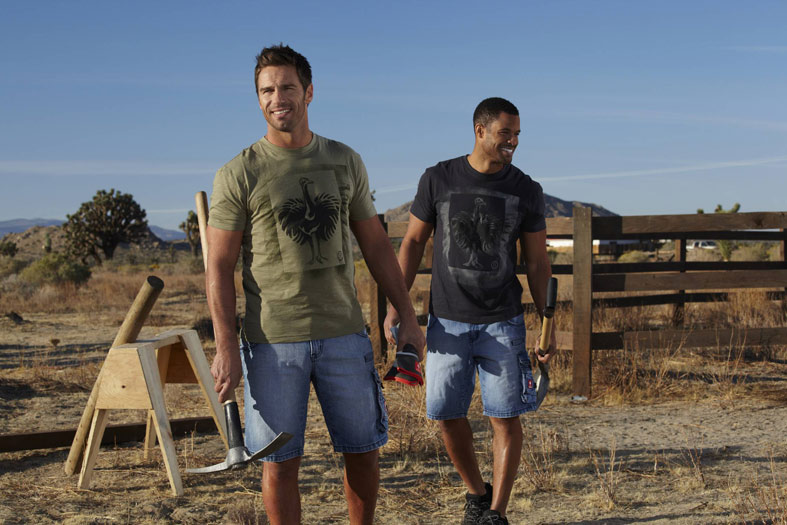
Urbane Dekordesigns für Engelbert Strauss 2012

Bomber One studierte Kommunikationsdesign an der Fachhochschule Darmstadt und arbeitete während des Hauptpraktikums zur Erlangung des Vordiploms bei Logic Records. Als Graffiti-Artist ist er seit 1988 aktiv und Mitglied internationaler Graffitiwriting-Künstlergruppen. Neben zahlreichen Veröffentlichungen in Büchern und Magazinen wurden seine Bilder ab 1990 auch auf Ausstellungen gezeigt.

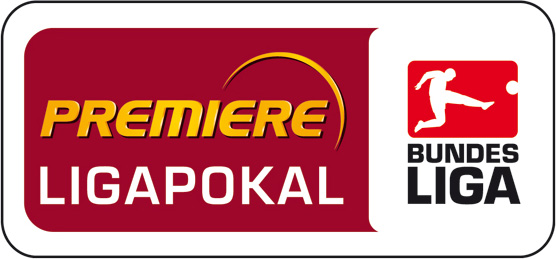
Premiere Ligapokal Logo für DFL 2005

1992 und 1994 organisierte er zusammen mit DJ Cutmaster GB die Hip Hop Jams Spring Jam 1 und 2 in Frankfurt am Main. Hier traten u. a. Die Fantastischen Vier, Max Herre mit Band und die Massiven Töne sowie Rock Steady Crew, Grandmaster Caz auf.
Für den Spring Jam 1 kuratierte er 1992 die Graffiti-Art Ausstellung Coming out of the dark in der Kommunikationsfabrik Frankfurt, die erstmals zahlreiche Künstler wie u. a. Darco Gellert, Gawki, Katmando und Loomit einer breiten Öffentlichkeit präsentierte. Mit Grandmaster Flash, The Sugarhill Gang und Kurtis Blow tourte er 1993 mit der Grandmasters of Rap Tour durch Deutschland.
Es folgten gemeinsame Graffiti-Aktionen und Ausstellungen in zahlreichen Städten wie Zürich, München, Paris, Dortmund, Karlsruhe, Fulda, Marburg, Biel sowie theoretische Abhandlungen über das Style-Writing und die Kunst im öffentlichen Raum.
Das bisher größte Projekt war 2011 die Organisation und Gestaltung des Leunabunkers in Frankfurt-Höchst mit 1.800 m² – das größte Graffitikunstwerk Hessens. 2015 folgte eine Mural-Wandgestaltung von knapp 400 m mit einem Pfeiler von 7 m × 7 m am Flughafen Frankfurt mit Frankfurt-spezifischen Motiven im Auftrag der Fraport.

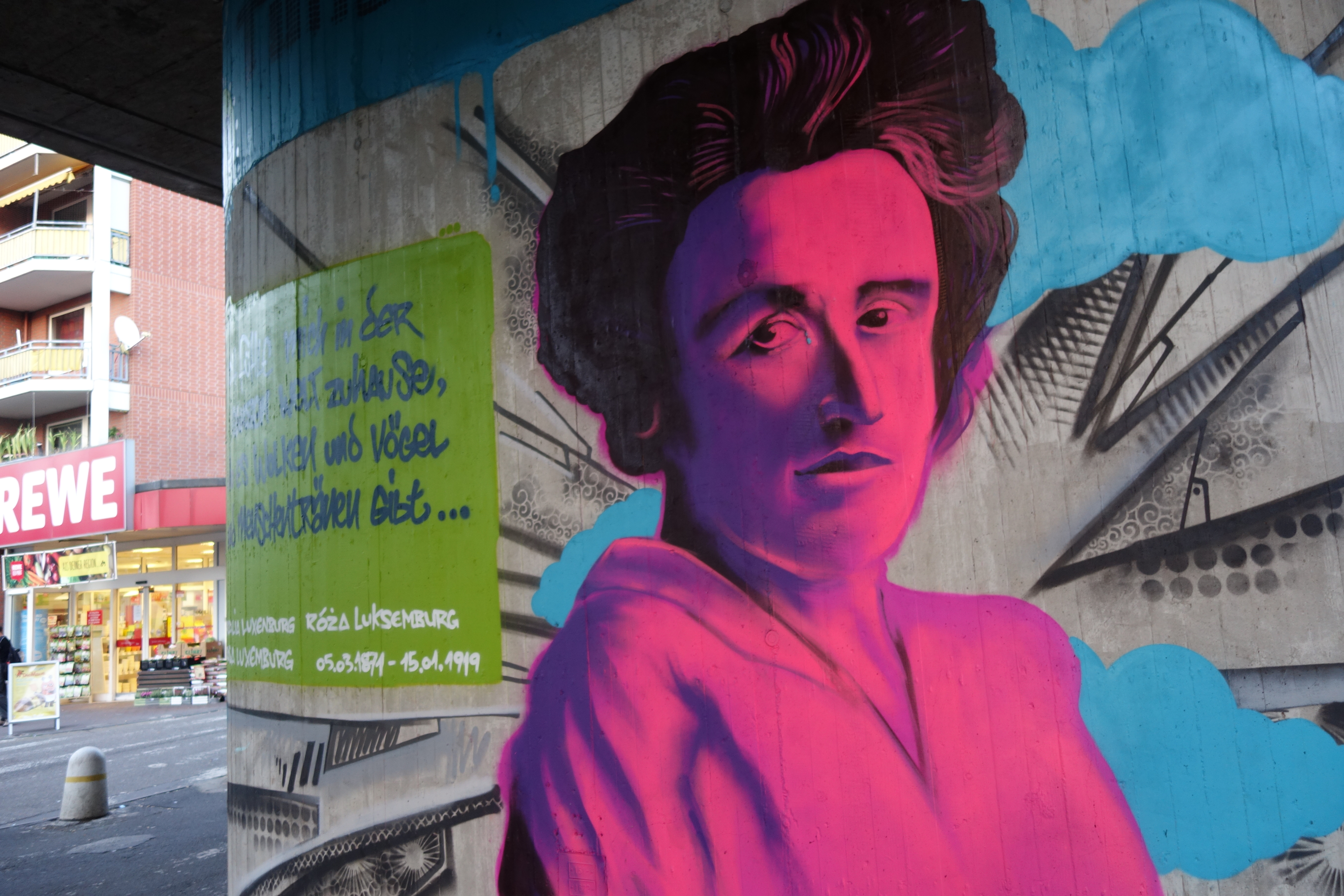
Portrait der Namensgeberin auf einem Pfeiler der Rosa-Luxemburg-Straße in Frankfurt

2016 gestaltete Bomber ein Portrait der Namensgeberin auf einem Pfeiler der Rosa-Luxemburg-Straße in Frankfurt. Ein Foto davon wurde zwei Jahre später verwendet für das Cover von Maja Nielsens Buch Tatort Eden 1919.
Ebenfalls in Frankfurt gründete er zusammen mit Kuros Rafii und Andreas Stadtmüller 1995 die weltweit erste Graffitikunst-Agentur Oxygen. 1996 initiierte er die erste Graffiti Art Milchglasserie bei Ritzenhoff Glas und entwarf zusammen mit Can2 in Kooperation mit Belton/Kwasny die erste Farbsprühdosenrange von Graffitikünstlern für Graffitikünstler. Auf der Kunstmesse Art Frankfurt 1996 stellte er gemeinsam mit HR Giger Graffitikünstler aus, u. a. Sigi von Koeding, DAIM, Ata Bozacı.
1998 gestaltete er das Corporate Design und die Printkampagne sowie Ideen für das On Air Design (z. B. Intro, Breaks) der ersten deutschsprachigen Hip-Hop Sendung auf MTV, (FETT MTV) für MTV London.
2003 erhielt er vom Land Hessen den Preis „Engagiertes Unternehmen“. Der von ihm 2004 gegründete Verein für Kunst im öffentlichen Raum Einwandfrei e. V. hat sich zum Ziel gesetzt, über Graffitiwriting aufzuklären und übernimmt eine Lobbyarbeit für Kunst im öffentlichen Raum.
2006 gründete Bomber One mit Can2 und Atom die Künstlerkooperative Absolute Graffiti. Er gilt als Erfinder des Urban Art-Spray-Workshops und des professionellen Graffiti-Art-Workshops für Privatpersonen, Unternehmen und Institutionen. Seit 2010 bietet er u. a. Kurzformen dieser Kurse an.
Seit 2009 arbeitet er vermehrt auch als Lichtmaler und Lightpainting-Artist in Kooperation mit der Kölner Crew Lichtfaktor sowie mit Tape Art im Verbund mit weiteren Künstlern.
Bombers gestalterisches Werk zeigt eine große Vielfalt der Stilrichtungen.

## Ausstellungen (Auswahl)
- 1989: Euro Graffiti Union, Gruppenausstellung, Karlsruhe
- 1992: Coming from the dark, Gruppenausstellung, Kommunikationsfabrik Frankfurt
- 1993: Eastside Gallery, Berlin
- 1994: Spring Jam 2, Kuratierung, Organisation und Partizipierung der Gruppenausstellung, Frankfurt am Main
- 1996: Art Frankfurt 96, Kuratierung, Organisation und Partizipierung der Ausstellung zusammen mit anderen Künstlern, Frankfurt/Main
- 1997: Aufstand der Zeichen, Gruppenausstellung, Kunstverein Augsburg, Toskanische Säulenhalle
- 1997: Krautsalat, Kuratierung, Organisation und Partizipierung der Gruppenausstellung, Frankfurt am Main
- 1997: Ritzenhoff Kuratierung, Organisation und Partizipierung der Graffiti-Milchglaskollektion, Limited edition, Marsberg
- 1998: ITA Galerie, Gruppenausstellung, Luzern
- 1999: Graffiti 2000, Gruppenausstellung, Shedhalle Zürich
- 1999: Crazy Colors, Gruppenausstellung, KFZ, Marburg
- 2002: Zeilgalerie, Einzelausstellung, Frankfurt am Main
- 2003: Still crazy, Gruppenausstellung, Klingspor-Museum, Offenbach am Main
- 2003: Kunst Schlacht Worldatelier Gallery, Gruppenausstellung, Offenbach am Main
- 2005: Coolhunters, ZKM/Städtische Galerie, Karlsruhe
- 2005: Frankfurt Booktown, Bemalte Buchskulptur im öffentlichen Raum, Frankfurt am Main
- 2006: Above the grey, Bydgoszcz, Polen
- 2006: Allcitystyle Projekt-pimped subway trains
- 2007: Dutch Design Week for EDHV, Eindhoven
- 2008: 400ML Projekt, Maison des Métallos, Gruppenausstellung, Paris
- 2008: „totalegal“, Bemalung der Leunabrücke, Frankfurt-Höchst
- 2009: Guitart-in an Absolut world, Gruppenausstellung, München
- 2009: Internationale Kunstauktion von Millon & Associes, Gruppenausstellung, Paris
- 2009: IBUG, Meerane
- 2010: Luminale 2010, Phrix Atelier, Hattersheim-Okriftel
- 2012: Luminale 2012, Heyne Fabrik, Frankfurt/Offenbach
- 2012: World of Stickers, Düsseldorf
- 2013: 25 Jahre Bomber – Heyne Kunst Fabrik, Offenbach
- 2013: Neu im BBK, Kunsthaus Wiesbaden
- 2014: Kunstforum Seligenstadt
- 2014: Luminale 2014, Senckenberg Museum, Frankfurt am Main
- 2015 Sachbeschädigung, Solo Show. Main-Taunus-Galerie, Kreishaus des Main-Taunus Kreises, Hofheim
- 2016: Luminale 2016, Lux Us – erleuchte uns, Börsenverein des Deutschen Buchhandels, Frankfurt am Main[9]

- 2016: „Kettenreaktion 2016“ Zellulose art campus, Attilsholz Solothurn, Schweiz
- 2018: „Winter Lights @ Canary Wharf“, London, United Kingdom
- 2019: „Winter Lights @ Canary Wharf“, London, United Kingdom
- 2019: „Kettenreaktion 2019“ Zellulose art campus, Attilsholz Solothurn, Schweiz
- 2020: „Winter Lights @ Canary Wharf“, London, United Kingdom